# Onagrodes barbarula
Onagrodes barbarula là một loài bướm đêm trong họ Geometridae.